# Periodisme històric

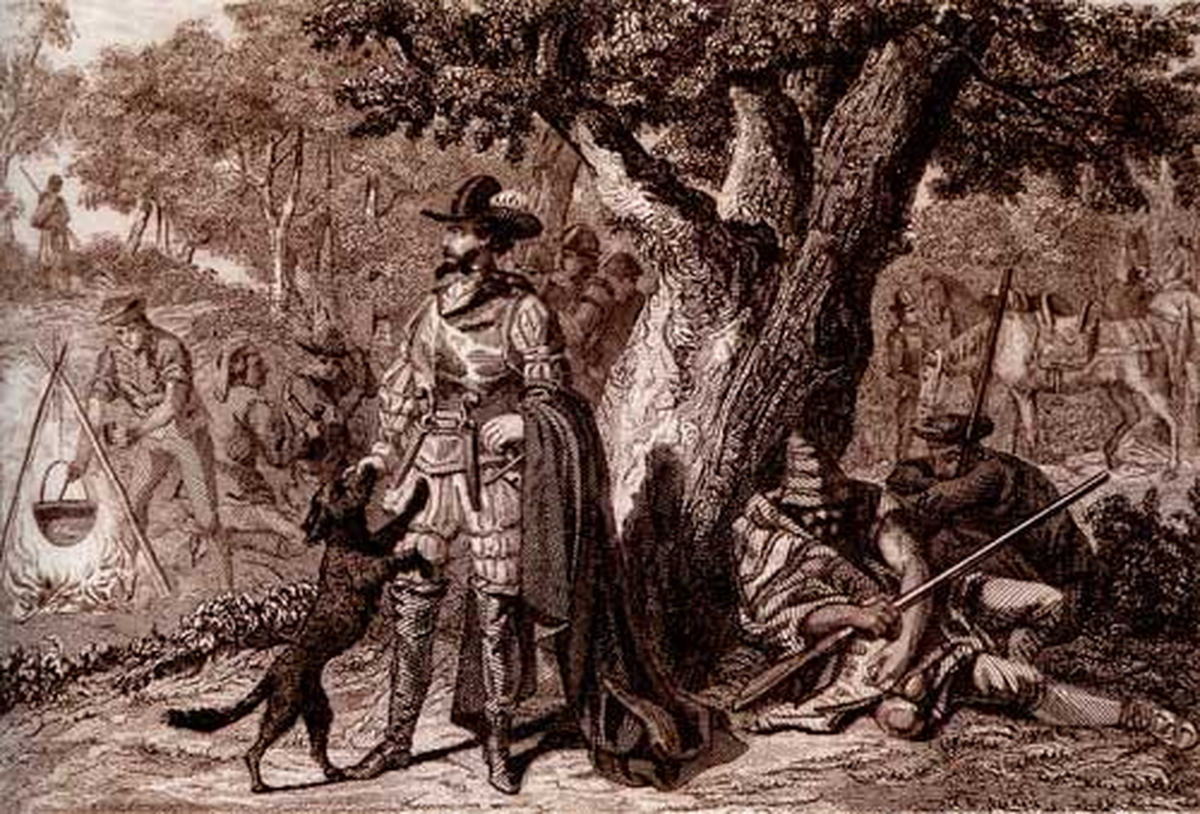
Perot Roca Guinarda tal com el descriu Cervantes

El periodisme històric es refereix a la investigació i reportatge en profunditat d'esdeveniments històrics, sovint descobrint fets nous i proporcionant noves idees sobre esdeveniments significatius dels segles passats. Aquesta branca del periodisme combina tècniques tant de periodisme d'investigació com de recerca històrica. És important esmentar que la majoria d'aquests periodistes no són historiadors o no tenen un títol universitari d'història. El periodisme històric no està directament relacionat amb el revisionisme, ja que en la majoria dels casos, "fets desconeguts", s'investiguen per primera vegada . Tanmateix, segons la definició del diccionari, certs casos que tornen a investigar fets ja coneguts poden ser considerats com revisionistes.
La segona part d'El Quixot', peça important de la literatura mundial i capítol crucial de l'obra de Cervantes, és un cas típic de periodisme històric, ja que narra, uns anys després dels fets, la seva trobada amb Perot Rocaguinarda, famós bandoler d'aquella època, descrivint els fets amb detall dient fins i tot que "portava quatre pistoles a la cintura, que en aquella terra s'anomenen pedrenyals". L'obra es pot considerar com un exemple de periodisme històric perquè és una narració basada en fonts orals, i, amb un lapse de temps suficient, transcorregut entre els fets i la narració, els anys que hi ha entre la Primera Part del 'Quixot'- 1605 i la Segona Part - 1614.

## Característiques
El periodisme històric juga un paper crucial a l'hora de descobrir les veritats del passat, proporcionar coneixements valuosos i informar el públic. Requereix una combinació d'habilitats periodístiques i coneixements històrics, per la qual cosa és un camp únic i important dins del periodisme.
El periodisme històric d'investigació es caracteritza per: 
- Recerca exhaustiva : utilitzant arxius, fonts primàries, entrevistes i altres documents històrics.
- Verificació dels fets : garantir l'exactitud de la informació mitjançant referències creuades múltiples fonts.
- Estil narratiu : presentar esdeveniments històrics d'una manera convincent i atractiva.

## Història
La pràctica del periodisme històric ha evolucionat al llarg del temps, amb els periodistes que busquen entendre el context i les implicacions dels esdeveniments històrics. Es va fer més destacat al segle xx, amb publicacions dedicades a descobrir les complexitats dels esdeveniments passats.
El pare de la Història, el grec Heròdot, el llibre de viatges del qual es descriu com "el primer gran reportatge de la literatura universal". És ben reconegut que aquest llibre “no és una història real” perquè només té fonts orals, de manera que els seus interlocutors “han explicat a Heròdot els fets no tal com van succeir sinó tal com pensaven o haurien volgut que succeís. ” La història objectiva no existeix, com no existeix el periodisme objectiu, però ambdues disciplines intenten buscar el rigor.
Un exemple molt significatiu de periodisme històric és la història de Matvey Kuzmin, un pagès rus de 83 anys que va sacrificar la seva vida el 1942 per portar tot un batalló alemany en una emboscada. La seva història va passar desapercebuda fins que el periodista de Pravda Boris Polevoy va escriure l'article “L'últim dia de Matvey Kuzmin”. Com a resultat d'aquesta investigació històrica i del seu reportatge, Kuzmin va ser reconegut pòstumament com a Heroi de la Unió Soviètica i la seva història es va convertir en un conte als llibres de text per a nens.
En els darrers anys, un grup de periodistes ha col·laborat a la Viquipèdia i a diversos diaris, documentant les represàlies del franquisme contra els prorepublicans a Espanya. El seu treball inclou històries i centenars de casos de represàlies. Aquestes contribucions són crucials per il·luminar aquests períodes foscos de la història i garantir que les víctimes siguin recordades i honrats.

## Mètodes
Els periodistes en aquest camp utilitzen diversos mètodes, com ara: 
- Investigació arxivística : accés a registres històrics, cartes i documents oficials.
- Històries orals : Realització d'entrevistes amb persones que coneixen de primera mà els fets històrics.
- Col·laboració amb historiadors : treballant juntament amb historiadors acadèmics per garantir una comprensió integral del context.

## Reptes i impacte
Els periodistes en aquest camp s'enfronten a diversos reptes, com ara:
- Accés a la informació : Dificultat per obtenir fonts primàries o documents restringits.
- Verificació de fets : Assegurar l'exactitud dels comptes històrics.
- Consideracions ètiques : equilibrar la necessitat de coneixement públic amb el respecte a les persones implicades.

L'impacte del periodisme històric és significatiu, ja que:
- Revela veritats ocultes : treu a la llum aspectes de la història abans desconeguts o incompresos.
- Informa el públic : educar el públic sobre els esdeveniments històrics i la seva rellevància per als problemes contemporanis.
- Influeix la política : de vegades condueix a canvis en la política o la percepció pública.

## Exemples
Entre alguns dels treballs en periodisme històric hi ha:
- Cervantes,a la seva obra teatral "El tracte d'Alger", narra el seu empresonament en aquest país, en tornar de la Batalla de Lepant en poder de Hassan Pasha,[6]  Anys més tard, des de casa seva davant del port de Barcelona, en contemplar els vaixells que arribaven a la ciutat, va poder, a la segona part d''El Quixot, narrar alguns esdeveniments que hi passaven, per exemple, la captura d'un vaixell turc davant de Montjuïc. Ambdues obres es poden considerar “part” del periodisme històric del seu temps.[7][8][9]
- " The Pentagon Papers " de Neil Sheehan i The New York Times, que revela la història secreta de la guerra del Vietnam.
- Identificació i localització de les poblacions gitanes catalanes a França, llengua, cultura i itineraris migratoris, per Eugeni Casanova que va donar a conèixer l'existència de gitanos catalans a França més enllà del Rosselló.[10]
- Les "Tretze Roses", grup de noies republicanes, algunes menors d'edat, condemnades a mort per la Dictadura franquista, afusellades el 5 d'agost de1939 a les tàpies exteriors del cementiri de l'Almudena a Madrid, juntament amb 43 homes.[11]
- Les dues dones republicanes (mare i filla) de Setcases, Catalunya, Maria del Carme Gardell i Sabina Bartolí exiliades al poble de Valmanya, a la Catalunya del nord, que van ser deportades per les forces d'ocupació de la Wertmacht al Camp de Concentració de Ravensbrück, on la mare va morir, la filla va poder sobreviure fins a l'alliberament, però el poble de Valmanya va ser completament destruït i gairebé tots els seus habitants assassinats, en el que es coneix com la Massacre de Valmanya.[12][13]